# Megachile nigricans
Megachile nigricans is een vliesvleugelig insect uit de familie Megachilidae. De wetenschappelijke naam van de soort is voor het eerst geldig gepubliceerd in 1898 door Cameron.